# Cromoglicinezuur
Cromoglicinezuur (merknamen: Nalcrom, Lomudal) remt het vrijkomen van stoffen uit mestcellen.
Cromoglicinezuur kan geïsoleerd worden uit planten van de schermbloemenfamilie. Het werkt als histamine-afgifteremmer en wordt toegepast bij voedselallergieën, allergische rinitis (hooikoorts) en astma. Bij hooikoorts heeft cromoglicinezuur pas een werking na 1 tot 3 weken.
Een allergische reactie kan worden veroorzaakt door het eten van bepaalde voedingsmiddelen of inademen van allergenen. Daarbij komen stoffen uit mestcellen vrij, die een ontstekingsreactie in het maag-darmkanaal of bronchiën kunnen veroorzaken. Als deze stoffen vrijkomen, dan kunnen ze leiden tot symptomen als misselijkheid, buikpijn, diarree, benauwdheid, allergische aandoeningen van de neus, huiduitslag, galbulten of eczeem. Cromoglicinezuur is een middel dat het vrijkomen van deze stoffen remt en dat wordt voorgeschreven bij voedselallergie en astma.